# 平杜斯國家公園
39°54′N 21°07′E / 39.900°N 21.117°E

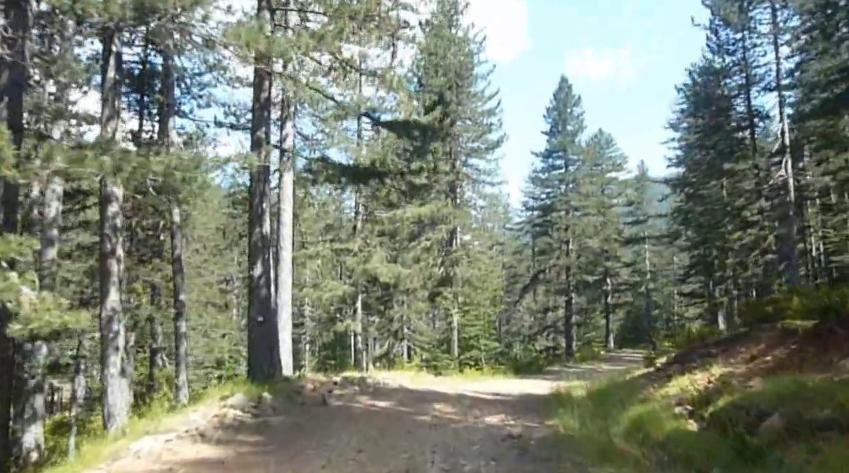

平杜斯國家公園是希臘的國家公園，位於該國西北部西馬其頓和伊庇魯斯，成立於1966年，面積69平方公里，有歐洲棕熊、猞猁、西方狍、歐洲野貓、狼、石貂、野豬、歐亞紅松鼠等野生動物棲息。